# Macrotyphula
Macrotyphula es un género de hongos Agaricales, perteneciente a la familia Typhulaceae.

## Especies
- Macrotyphula defibulata
- Macrotyphula filiformis
- Macrotyphula fistulosa
- Macrotyphula juncea
- Macrotyphula rhizomorpha
- Macrotyphula tremula